# Aeroportul Kirkenes
Aeroportul Kirkenes (IATA: KKN, ICAO: ENKR) este un aeroport din Comuna Sør-Varanger, Finnmark, Norvegia ce deservește zona Kirkenes. Aeroportul a fost tranzitat în 2022 de 247.107 pasageri. A fost deschis în 1963 și numit după zona deservită.
Situat la o altitudine de 86 m, aeroportul dispune de 1 pistă. Este operat de Avinor⁠(d).

## Infrastructură

### Piste
Aeroportul dispune de o singură pistă. Pista 06/24 are suprafața de asfalt și dimensiunile 2.115 m × 45 m. 